# Гадельбаєво
Гадельба́єво (рос. Гадельбаево, башк. Ғәҙелбай) — присілок у складі Баймацького району Башкортостану, Росія. Входить до складу Іткуловської 1-ї сільської ради.
Населення — 309 осіб (2010; 347 в 2002).
Національний склад:
- башкири — 100%